# Chauncey Hardy
Chauncey Hardy (* 15. Mai 1988 in Middletown, Connecticut; † 9. Oktober 2011 in Bukarest, Rumänien) war ein US-amerikanischer Basketballspieler.

## Leben

### Karriere
Hardy begann seine Basketballkarriere an der Xavier High School und wechselte 2006 an die Sacred Heart University. Er spielte für vier Jahre für die Pioneers und wechselte Ende 2010 zum rumänischen Zweitligisten CSS Giurgiu, der 2011 in die Divizia A aufstieg. Dort bestritt Hardy für Giurgiu die ersten beiden Saisonspiele.

### Tod
Am 8. Oktober 2011 besuchte er nach dem Sieg gegen Dinamo Bukarest einen Nachtclub in Giurgiu und wurde in eine Schlägerei verwickelt. Hardy erlitt infolge dieser Schlägerei zwei kurz aufeinander folgende Herzinfarkte und wurde anschließend in ein Krankenhaus gebracht. Dort fiel er erneut ins Koma und verstarb kurz darauf.